# 148 Галлія
148 Галлія (148 Gallia) — астероїд головного поясу, відкритий 7 серпня 1875 року.
Тіссеранів параметр щодо Юпітера — 3,174.